# Шарич, Ибро
Ибро Шарич (босн. Ibro Šarić; род. 20 февраля 1982) — боснийский шахматист, гроссмейстер (2007).
В составе сборной Боснии и Герцеговины участник 2-х Олимпиад (2006—2008).

## Таблица результатов
| Год  | Город   | Турнир         | + | − | = | Результат | Место |
| ---- | ------- | -------------- | - | - | - | --------- | ----- |
| 2006 | Турин   | 37-я олимпиада | 6 | 1 | 5 | 8½ из 12  |       |
| 2008 | Дрезден | 38-я олимпиада | 3 | 1 | 7 | 6½ из 11  |       |
|      |         |                |   |   |   | из        |       |

## Изменения рейтинга
| Графики недоступны из-за технических проблем. См. информацию на Фабрикаторе и на mediawiki.org. |